# Dinastia Mạc
La dinastia Mạc (Nhà Mạc / Mạc triều / Nhà Bắc Mạc in vietnamita; 家莫 / 莫朝 / 家北莫 in Hán Nôm), nota anche come Mạc del nord o Casata di Mạc è stata una dinastia vietnamita che regnò su tutto il Đại Việt tra il 1527 ed il 1533 e sulla zona nord del paese tra il 1533 ed il 1592, quando persero il controllo della capitale Đông Kinh durante la guerra con la dinastia Lê. In seguito la famiglia mantenne il controllo della provincia settentrionale di Cao Bằng, con il supporto diretto dell'impero cinese sotto le dinastie Ming e Qing fino al 1677.

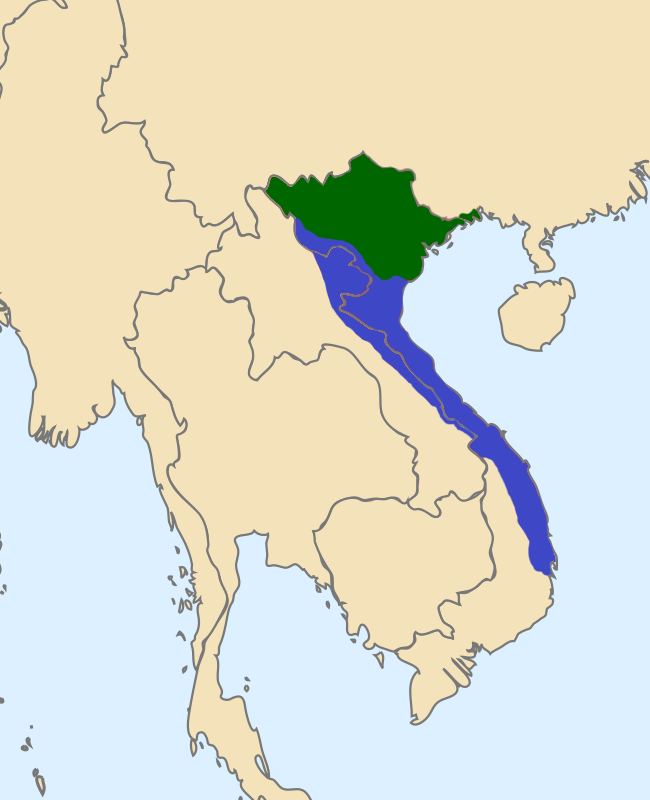
Mappa del Vietnam nel 1570. In verde le zone controllate dalla dinastia Mạc e in blu dai signori Nguyễn-Trịnh